# Barbara Capell
Barbara Capell anhörenⓘ(* 23. Januar 1950 in Recklinghausen) ist eine frühere deutsche Schauspielerin mit Kurzzeitkarriere beim Film 1968–1971 und Autorin.

## Leben
Capell arbeitete zunächst als Fotomodell. 1968 bekam sie ihre erste Film(neben)rolle in Peter und Sabine angeboten. In den kommenden zwei Jahren spielte sie in mehreren Kinofilmen, durchgehend Unterhaltungsfilme, meistens harmloser bis peinlicher Zelluloidtrash mit Softsex-Elementen, in dem die attraktive, langhaarige Brünette mit den markanten hohen Wangenknochen regelmäßig barbusig auftrat. So übernahm sie in Rolf Thieles „harmlosem Unterhaltungsfilm“ Komm nur, mein liebstes Vögelein (1968) in einer Episode des Films die Rolle der Fränzi. In der „harmlosen Sexkomödie“ Josefine, das liebestolle Kätzchen (1969) spielte sie unter der Regie von Géza von Cziffra ein „frühreifes Früchtchen“. In der „läppischen Sexkomödie“ Alle Kätzchen naschen gern (1969) war sie als Wäscherin Monique zu sehen, um deren Gunst ein seniler Graf und ein cholerischer Oberst buhlten. In dem „Sexschwank“  Die liebestollen Baronessen (1969) spielte sie als Veronica eine junge Baronesse, die auf einem Bauernhof Urlaub macht und auf erotische Abenteuer mit dem männlichen Personal aus ist. In der Aprilausgabe 1973 war Capell auch auf dem Titelbild und in einer Fotostrecke in der deutschen Ausgabe des Playboy zu sehen.
Ihr letzter Kinofilm war 1970 mit dem Part einer Studentin  – die andere Studentin spielte die gleichaltrige Wiener Schauspielerin Gaby Fuchs – in dem spanisch-deutschen Horrorfilm Nacht der Vampire. Nahezu zeitgleich erfolgte ihr Einstand vor der Fernsehkamera: in der in Deutschland gedrehten US-Produktion Ständig in Angst spielte sie die Rolle der jungen Anna, die als gereifte Frau von Lilli Palmer dargestellt wurde. Capell hatte dann noch einige TV-Rollen – u. a. in Die Geschichte einer dicken Frau, Im Auftrag von Madame, Dem Täter auf der Spur, Der kleine Doktor und dem französischen Mehrteiler von 1972 Erziehung des Herzens (L´éducation sentimentale). 1974 übernahm sie an der Seite von Ingeborg Hallstein und Adolf Dallapozza in der ZDF-Verfilmung der Operette Madame Pompadour die Rolle der verlassenen Grafengattin Madeleine. Bis Mitte der 1970er Jahre blieb Barbara Capell noch fernsehaktiv, in der ARD-Kinderreihe Lemmi und die Schmöker konnte sie sich zuletzt auch in der jugendgerechten Nachmittagsunterhaltung unter Beweis stellen.
Bereits 1973 schuf sie sich ein zweites Standbein als Autorin, als sie das Drehbuch zum Kurzfilm Der Raub verfasste. Seit Mitte der 1980er Jahre schrieb Capell Theaterstücke, insbesondere im Bereich des Boulevardtheaters. 1985 hatte ihr Lustspiel Micky Maus und Einstein in der Komödie am Kurfürstendamm Premiere mit Herbert Herrmann und Ute Willing in den Hauptrollen. Auf Tournee wurde das Stück auch in Köln, Hamburg, Düsseldorf und München gespielt. 1987 lief das Boulevardlustspiel Micky Maus und Einstein auch im Fernsehen.
Für die Schauspielerin Karin Dor verfasste Capell gemeinsam mit ihrem Ehemann, dem Schauspieler und Boulevardautor Gunther Beth, das Theaterstück Man liebt nur dreimal oder Die Katze, welches 2001 uraufgeführt wurde. Auch dieses Stück wurde mehrfach auf Tourneen präsentiert, unter anderem 2008 in der Komödie im Bayerischen Hof in München. Gemeinsam mit Beth verfasste sie auch die Boulevardstücke Trau keinem über 60! (Uraufführung 1992), Wer den Löwen weckt (Uraufführung 1998), Ich wär so gern wie du (Uraufführung 2000) und Willkommen im Club (Uraufführung 2002). In Capells Boulevardkomödie Wer den Löwen weckt spielte Claus Biederstaedt in der Komödie am Kurfürstendamm im Jahr 2000 den alternden Künstleragenten Leo Copperschmidt.
2002 erfolgte die Premiere von Capells Theaterstück Miss Berlin, ebenfalls an der Komödie am Kurfürstendamm. Die Hauptrollen spielten Julia Stelter, Michael Schanze, Michèle Marian und Elisabeth Wiedemann. 2008 verfasste sie außerdem das Theaterstück Silvester.

## Filmografie (Auswahl)
- 1968: Peter und Sabine
- 1968: Komm nur, mein liebstes Vögelein
- 1969: Die jungen Tiger von Hongkong
- 1969: Van de Velde: Das Leben zu zweit – Die Sexualität in der Ehe
- 1969: Josefine, das liebestolle Kätzchen
- 1969: Alle Kätzchen naschen gern
- 1970: Männer sind zum Lieben da
- 1969: Die liebestollen Baronessen
- 1970: Ständig in Angst (Hauser's Memory)
- 1971: Nacht der Vampire (La noche de Walpurgis)
- 1972: Dem Täter auf der Spur – Der Tod in der Maske
- 1973: Der Raub (nur Drehbuch, Kurzfilm)
- 1973: Im Auftrag von Madame – Lila Sonne